# Zenon Świderski
Zenon Świderski (ur. 7 grudnia 1922 w Kobylinie, zm. 30 marca 2017 tamże) – polski regionalista, działacz społeczny, członek podziemia antyniemieckiego w czasie II wojny światowej. Z wykształcenia był ekonomistą.

## Życiorys
Był synem Stanisława – powstańca wielkopolskiego. W 1932 wstąpił do harcerstwa. W 1939 ukończył gimnazjum im. Hugona Kołłątaja w Krotoszynie. W 1939 powołany był do 60. Pułku Piechoty Wielkopolskiej w Ostrowie Wielkopolskim. W czasie wojny należał do Szarych Szeregów (ul "Przemysław") i Armii Krajowej i działał na terenie Kobylina oraz na ziemi krotoszyńskiej. Zajmował się przede wszystkim kolportowaniem wiadomości otrzymywanych m.in. od Franciszka Jerzego Jaskulskiego Zagończyka. Po zakończeniu wojny pracował jako księgowy, a potem w Instytucie Hodowli i Aklimatyzacji Roślin w Smolicach (do emerytury). Intensywnie udzielał się w działalności społecznej, w tym strażackiej. Reaktywował po wojnie Klub Sportowy "Piast" Kobylin i do 1992 pełnił funkcję jego prezesa. Publikował wydawnictwa regionalne i przyczyniał się do powstania miejsc pamięci narodowej oraz pomników (m.in. pomnika harcerskiego w Kobylinie z 1992). Od 1970 do 1974 był jednym z inicjatorów utworzenia izby muzealnej, późniejszego Muzeum Ziemi Kobylińskiej. W 1977 należał do założycieli Kobylińskiego Towarzystwa Kulturalnego, był też jego prezesem. Był pomysłodawcą i organizatorem Biegu Szlakiem Miejsc Pamięci Narodowej w okolicach Kobylina, jak również współinicjatorem budowy remizy OSP, kaplicy cmentarnej i ośrodka zdrowia.
Pochowany w Kobylinie.

## Odznaczenia
Odznaczony m.in.:
- Krzyżami Oficerskim i Kawalerskim Orderu Odrodzenia Polski,
- złotym Krzyżem Zasługi RP,
- Krzyżm Armii Krajowej,
- medalem "Za zasługi dla pożarnictwa",
- Złotym Znakiem Związku OSP.